# Велика полуоса
Велика полуоса у геометрији служи да опише димензије елипсе или хиперболе. У геометрији, главна оса елипсе је њен најдужи пречник: сегмент линије који пролази кроз центар и оба фокуса, са крајевима у две најшире одвојене тачке периметра. Велика полуоса је најдужи полупречник или једна половина велике осе, и тако иде од центра, кроз фокус и до периметра. Мала полуоса елипсе или хиперболе је сегмент праве који је под правим углом са великом полуосом и има један крај у центру конусног пресека. За посебан случај круга, дужине полуосе су једнаке полупречнику круга.
Дужина велике полуосе a елипсе повезана је са дужином мале полуосе b кроз ексцентрицитет e и полу-латус ректум {\displaystyle \ell }, на следећи начин:
Велика полуоса хиперболе је, у зависности од конвенције, плус или минус половина растојања између две гране. Дакле, то је растојање од центра до било ког врха хиперболе.
Парабола се може добити као граница низа елипса где је један фокус фиксиран док је другом дозвољено да се помера произвољно далеко у једном правцу, држећи {\displaystyle \ell } фиксним. Тако a и b теже бесконачности, a брже од b.
Велика и мала оса су оса симетрије за криву: у елипси, мала оса је краћа; код хиперболе је она која не сече хиперболу.
У астрономији велика полуоса је један од шест орбиталних елемената који описују путању једног тела. Велика полуоса код елиптичне путање је половина веће осе елипсе, и представља, како би се могло рећи просечно растојање објекта од Сунца, ако се ради о елиптичној путањи где је Сунце у једној од жижа. Орбитални период објекта се у односу на велику осу, о чему говори трећи Кеплеров закон, односи као: {\displaystyle T^{2}\propto a^{3}\,}

## Елипса
Једначина елипсе је
где је (h, k) центар елипсе у Декартовим координатама, у којој је произвољна тачка дата са (x, y).
Главна полуоса је средња вредност максималног и минималног растојања: {\displaystyle r_{\text{max}}} и {\displaystyle r_{\text{min}}} елипсе из фокуса — то јест, растојања од фокуса до крајњих тачака главне осе
У астрономији ове екстремне тачке се називају апсиде.
Мала полуоса елипсе је геометријска средина ових растојања:
Ексцентрицитет елипсе се дефинише као
те је
Сада размотрино једначину у поларним координатама, са једним фокусом на исходишту, а другим у правцу {\displaystyle \theta =\pi }:
Средња вредност од {\displaystyle r=\ell /(1-e)} и {\displaystyle r=\ell /(1+e)}, за {\displaystyle \theta =\pi } и {\displaystyle \theta =0} је
У елипси, велика полуоса је геометријска средина удаљености од центра до било ког фокуса и растојања од центра до било које директрисе.
Мала полуоса елипсе иде од центра елипсе (тачка на пола пута између и на линији која пролази између жаришта) до ивице елипсе. Мала полу-оса је половина мале осе. Мала оса је најдужи линијски сегмент нормалан на главну осу који спаја две тачке на ивици елипсе.
Мала полуоса b је повезана са великом полуосом a кроз ексцентрицитет e и полулатус ректум {\displaystyle \ell }, на следећи начин:
Парабола се може добити као граница низа елипси где је један фокус фиксиран док је другом дозвољено да се помера произвољно далеко у једном правцу, држећи {\displaystyle \ell } фиксним. Тако a и b теже бесконачности, a брже од b.
Дужина мале полуосе се такође може наћи помоћу следеће формуле:
где је f растојање између фокуса, p и q су растојања од сваког фокуса до било које тачке у елипси.

## Хипербола
Велика полуоса хиперболе је, у зависности од конвенције, плус или минус половина растојања између две гране; ако је ово a у x-смеру, једначина је:
У погледу семи-латус ректума и ексцентричности које важи
Попречна оса хиперболе поклапа се са великом осом.
У хиперболи, коњугирана оса или мала оса дужине {\displaystyle 2b}, која одговара малој оси елипсе, може се повући окомито на попречну осу или главну осу, која повезује два врха (прекретнице) хиперболе, са две осе које се секу у центру хиперболе. Крајње тачке {\displaystyle (0,\pm b)} мале осе леже у висини асимптота изнад/испод врхова хиперболе. Било која половина мале осе се назива полумала оса, дужине b. Означавајући дужину велике полуосе (удаљеност од центра до темена) као a, дужине мале и велике полуосе се појављују у једначини хиперболе у односу на ове осе на следећи начин:
Мала полуоса је такође растојање од једног од фокуса хиперболе до асимптоте. Често звана параметар удара, она је важна у физици и астрономији и изражава раздаљину на којој ће честица промашити фокус ако тело у фокусу не омета њено путовање.
Мала полуоса и велика полуоса су повезане кроз ексцентрицитет, на следећи начин:
Треба имати на уму да у хиперболи b може бити веће од a.

## Астрономија

### Орбитални период
У астродинамици орбитални период T малог тела које кружи око централног тела у кружној или елиптичној орбити је:
где је:
Све елипсе са датом великом полуосом имају исти орбитални период, без обзира на њихов ексцентрицитет.
Специфични угаони момент h малог тела које кружи око централног тела у кружној или елиптичној орбити је
где је:
У астрономији, велика полуоса је један од најважнијих орбиталних елемената орбите, заједно са њеним орбиталним периодом. За објекте Сунчевог система, велика полуоса је повезана са периодом орбите по Кеплеровом трећем закону (првобитно емпиријски изведеном):
где је T период, а a велика полуоса. Испоставило се да је овај облик поједностављење опште форме за проблем два тела, како је одредио Њутн:
где је G гравитациона константа, M маса централног тела, а m маса тела у орбити. Типично, маса централног тела је толико већа од масе тела у орбити, да се m може занемарити. Изношење те претпоставке и коришћење типичних астрономских јединица резултира једноставнијим обликом који је Кеплер открио

### Велике и полу-мале осе путања планета
Орбите планета се увек наводе као главни примери елипса (Кеплеров први закон). Међутим, минимална разлика између велике и полумале осе показује да су оне практично кружног изгледа. Та разлика (или однос) је заснована на ексцентрицитету и израчунава се као {\displaystyle {\frac {a}{b}}={\frac {1}{\sqrt {1-e^{2}}}}}, што за типичне ексцентричности планета даје веома мале резултати.
Разлог за претпоставку о истакнутим елиптичним орбитама вероватно лежи у много већој разлици између афела и перихела. Та разлика (или однос) се такође заснива на ексцентрицитету и израчунава се као {\displaystyle {\frac {r_{\text{a}}}{r_{\text{p}}}}={\frac {1+e}{1-e}}}. Због велике разлике између афела и перихела, Кеплеров други закон се лако визуелизује.
|         | Ексцентрицитет | Велика полуоса a (AU) | Мала полуоса b (AU) | Разлика (%) | Перихел (AU) | Афел (AU) | Разлика (%) |
| ------- | -------------- | --------------------- | ------------------- | ----------- | ------------ | --------- | ----------- |
| Меркур  | 0,206          | 0,38700               | 0,37870             | 2,2         | 0,307        | 0,467     | 52          |
| Венера  | 0,007          | 0,72300               | 0,72298             | 0,002       | 0,718        | 0,728     | 1,4         |
| Земља   | 0,017          | 1,00000               | 0,99986             | 0,014       | 0,983        | 1,017     | 3,5         |
| Марс    | 0,093          | 1,52400               | 1,51740             | 0,44        | 1,382        | 1,666     | 21          |
| Јупитер | 0,049          | 5,20440               | 5,19820             | 0,12        | 4,950        | 5,459     | 10          |
| Сатурн  | 0,057          | 9,58260               | 9,56730             | 0,16        | 9,041        | 10,124    | 12          |
| Уран    | 0,046          | 19,21840              | 19,19770            | 0,11        | 18,330       | 20,110    | 9,7         |
| Нептун  | 0,010          | 30,11000              | 30,10870            | 0,004       | 29,820       | 30,400    | 1,9         |